# جنگ (فیلم ۱۹۸۵)
جنگ (به هندی: Yudh) فیلمی محصول سال ۱۹۸۵ و به کارگردانی راجیو رای است. در این فیلم بازیگرانی همچون جکی شروف، آنیل کاپور، تیان آمبانی، نوتان، دنی دنزونگپا، دون ورما، پران، هما مالینی، افتخار، شارات ساکسنا ایفای نقش کرده‌اند.

## خلاصه داستان
فرزندان دوقلوی ساویتری دیوی (نوتان) توسط تبهکار خطرناکی بنام گاما ماتین (دنی دنزوگپنا) ربوده میشوند و یک بازرس پلیس در این قضیه کشته میشود.ساویتری فرزند بازرس یعنی ویکرام را بزرگ میکند و سالها میگذرد.اکنون ویکرام (جکی شروف) همانند پدرش یک افسر پلیس شده است.از سوی دیگر دو قلوهای ساویتری یعنی اویناش و جونیور (آنیل کاپور) هر کدام مسیرهای متفاوتی برگزیده اند.یکی وکیل شده و دیگری یک خلافکار.زمانی که ویکرام به حقیقت پی میبرد تصمیم میگیرد به هر قیمتی که شده با گاما ماتین مبارزه کند و برادرانش را به خانه بازگرداند و...